# Timirjazevo
Timirjazevo (kazakiska: Tīmīryazevo, ryska: Тимирязево) är en ort i Kazakstan.   Den ligger i oblystet Nordkazakstan, i den norra delen av landet, 400 km nordväst om huvudstaden Astana. Timirjazevo ligger 172 meter över havet och antalet invånare är 4 147.
Terrängen runt Timirjazevo är mycket platt. Runt Timirjazevo är det mycket glesbefolkat, med 5 invånare per kvadratkilometer. Det finns inga andra samhällen i närheten. Trakten runt Timirjazevo består i huvudsak av gräsmarker.